# Forsteryt

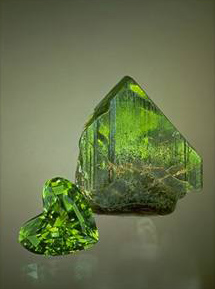
Oszlifowany i nieoszlifowany kryształ forsterytu o dobrej jakości – perydot.

Forsteryt – minerał z gromady krzemianów zaliczany do grupy oliwinów. Forsteryt należy do grupy minerałów rzadkich. Forsteryt znaleziony został w meteorytach żelaznych i w próbkach pyłu kosmicznego z sondy Stardust.
Nazwa pochodzi od nazwiska angielskiego handlowca i kolekcjonera minerałów Adolariusa Jacoba Forstera (1739–1806).

## Charakterystyka

### Właściwości
Tworzy kryształy tabliczkowe i krótkosłupowe. Przeważnie występuje w skupieniach ziarnistych i zbitych. Jest kruchy, przezroczysty, tworzy kryształy mieszane z fajalitem.

### Występowanie
Stanowi składnik skał metamorficznych: marmurów, bywa spotykany w formie „bomb oliwinowych” w lherzolitach, perydotytach, pikrytach, dunitach. Został też stwierdzony w niektórych meteorytach bogatych w nikiel.
Miejsca występowania:
- Na świecie: Rosja – Ural, Pakistan – Supat, Kohistan, USA – Arizona, Włochy – Monte Soma, okolice Wezuwiusza.

- W Polsce: stwierdzono jego występowanie wśród marmurów dolomitowych na Dolnym Śląsku, w Rędzinach w Rudawach Janowickich (Sudety).

### Zastosowanie
- ma znaczenie naukowe i kolekcjonerskie.

## Linki zewnętrzne

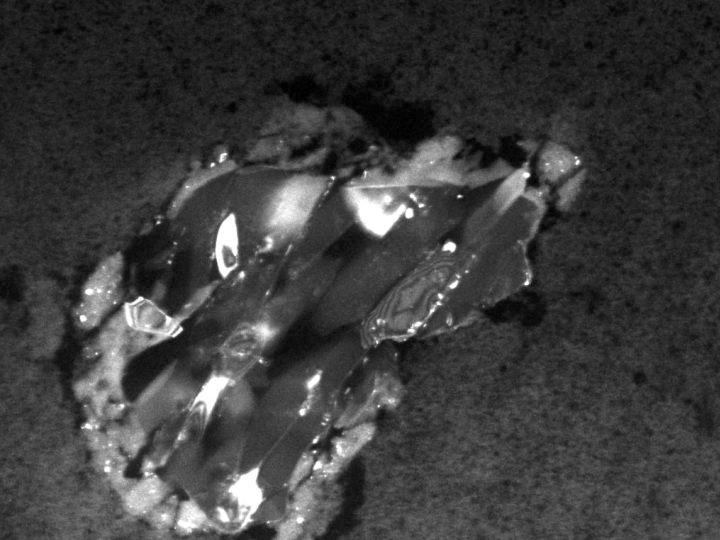
Kryształ forsterytu znaleziony w próbce pyłu kosmicznego z sondy Stardust